# Ribriarca polycymoides
Ribriarca polycymoides is een tweekleppigensoort uit de familie van de Noetiidae. De wetenschappelijke naam van de soort is voor het eerst geldig gepubliceerd in 1931 door Thiele & Jaeckel.